# Servais Cabolet

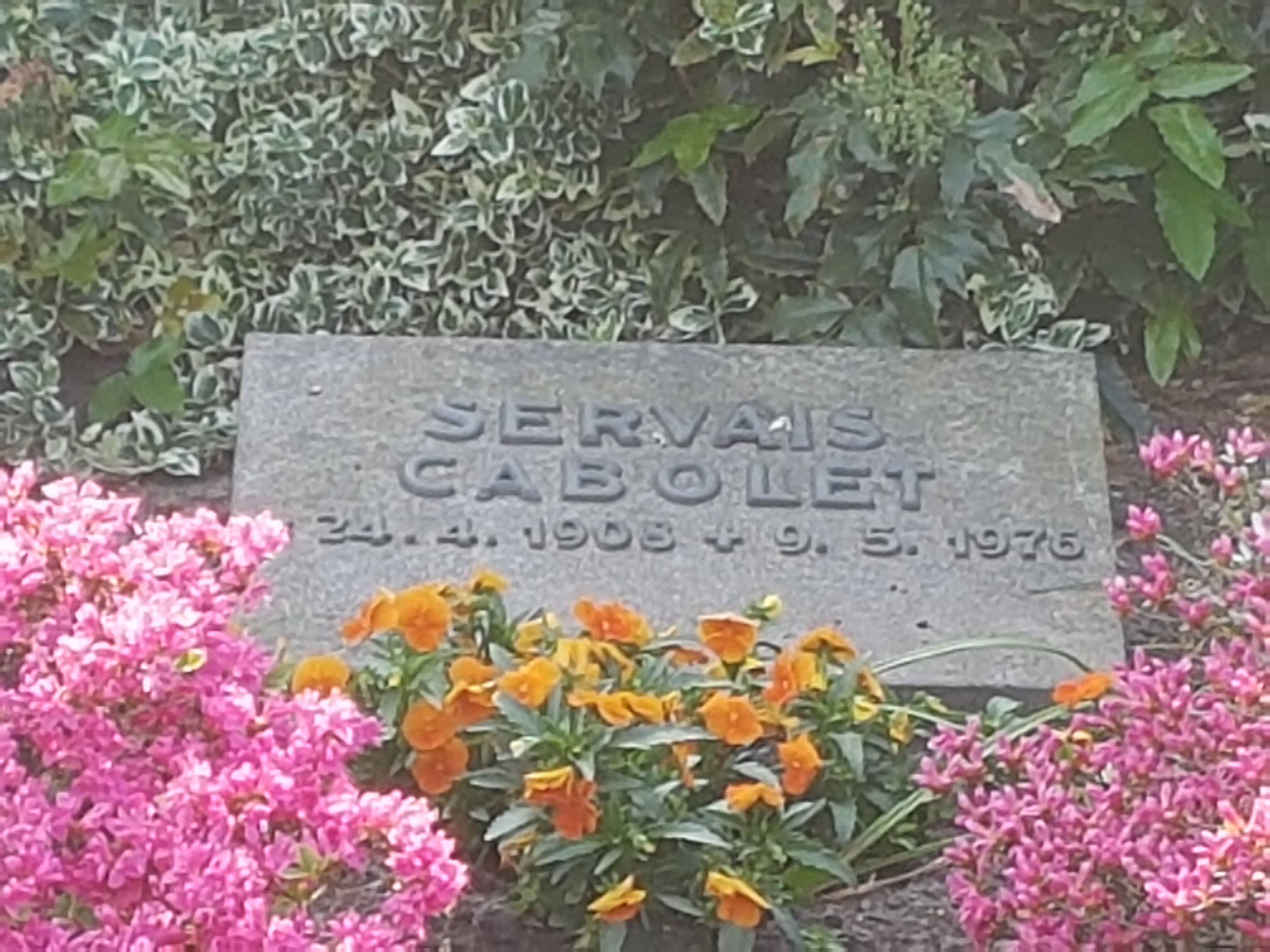
Grab von Servais Cabolet

Servais Cabolet (* 24. April 1908 in Warstade an der Niederelbe; † 9. Mai 1976 in Stade) war ein deutscher U-Boot-Kommandant in der Zeit des Nationalsozialismus.

## Leben und Karriere
Cabolet wurde als Sohn des Hauptmannes der Reserve Dr. Joseph Cabolet in eine nationalistisch-militaristisch geprägte Familie geboren. Er absolvierte zunächst eine Schulschiffausbildung bei der HAPAG und besuchte eine Navigationsschule; seit 1932 war er Schiffsoffizier. Von 1925 bis 1930 gehörte er dem Jungstahlhelm an. Zum 1. Oktober 1930 trat er der NSDAP bei (Mitgliedsnummer 346.091). Am 16. März 1932 trat er der SA bei. 
Im September 1934 nahm er als Angehöriger der SA am Nürnberger Reichsparteitag der NSDAP teil und wechselte nach einer sehr zielstrebig verfolgten Karriere 1936 als Sturmbannführer und Adjutant der SA-Brigade 58 nach Braunschweig. Zwischen dem 19. April und dem 27. Juni 1937 war er Teilnehmer des 34. Lehrgang der SA-Reichsführerschule und die erfolgreiche Absolvierung berechtigte die Teilnehmer die sogenannte Tyr-Rune zu tragen, ein höchst selten verliehenes Abzeichen der SA, welches am linken Oberarm der Parteiuniform über der Hakenkreuzbinde getragen wurde. Die Berechtigung in Form einer Urkunde zum Tragen dieses Abzeichens wurde Cabolet am 26. Juni 1936 erteilt. 1937 wechselte er zur Marine-SA und zog deshalb nach Rostock. Dort wurde er auch bald in den Stadtrat gewählt. Cabolet war nun Teil der Führung des Marinesturmbann I/35. 1938 folgte der Eintritt in den NS-Marinebund und die Teilnahme an der Ostsee-Regatta. 1939 leistete er sich eine Segelyacht namens „Lulu“, meldete sich freiwillig zur Kriegsmarine und nahm an der Grundausbildung der Ergänzungsabteilung Wilhelmshaven teil. 1940 absolvierte er die Offiziersausbildung zum Offizier der Reserve, von April bis Juni diente er als Leutnant zur See bei der 3. Minensuchflottille. Ab Juli 1940 war er bis Juni 1941 als Kommandeur der Hafenschutzflottille Drontheim tätig und danach der Hafenschutzflottille Molde. In dieser Zeit wurde ihm am 22. Juli 1940 das Minensuch-Abzeichen verliehen. Von November 1941 bis Dezember 1942 war er u. a. auf dem Boot Cherusker als Kommandant der 59. Vorpostenboot-Flottille tätig. Am 24. Juni 1942 wurde ihm das Eiserne Kreuz 2. Klasse und schon am 30. November das EK 1. Klasse verliehen. 1942 lief sein Schiff, die Cherusker, auf eine Seemine und sank. Cabolet wurde verletzt und blieb bis März 1943 im Lazarett. Am 10. Dezember wurde ihm dafür das Verwundetenabzeichen der Stufe „schwarz“ verliehen. Im Anschluss an den Lazarettaufenthalt begann er mit der Ausbildung zum U-Boot-Kommandanten. Dabei absolvierte er den 60. Kommandanten-Schießlehrgang. Im Jahr 1943 wurde er zum Oberleutnant zur See befördert. Nach der Baubelehrung für den U-Boot-Typ VII C erhielt er am 18. Mai 1944 das Kommando über das Boot U 907, auf dem sich ein besonderer Vorfall abspielte.

## Der U 907-Vorfall
Frustriert durch mangelnde Erfolgsmeldungen über Feindversenkungen, beschloss der überehrgeizige Cabolet, kleine norwegische Fischerboote zu versenken und dies als Feinderfolg nach Berlin zu funken. Dieses Vorhaben wurde jedoch von seinem Obersteuermann Karl Jäckel verhindert. Cabolet empfand das als Sabotage und plante als Rache, das gesamte Boot mitsamt der Mannschaft zu versenken. Nur er und seine Offiziersmannschaft, allesamt Kameraden aus dem Kreise der Marine-SA, sollten entkommen. Durch Einsatz von Waffengewalt gelang es Jäckel, auch dieses Vorhaben zu vereiteln. Das Boot kehrte zur Basis zurück und blieb dort bis zum Kriegsende. Ende 1945 wurde es als Kriegsbeute während der Operation Deadlight durch die Royal Navy zerstört.

## Weiterer Werdegang
Cabolet wurde für die Vorgänge an Bord nie vor ein Kriegsgericht gestellt, da man den Mythos der „heldenhaften U-Boot-Fahrer“ nicht ankratzen wollte. Die chaotischen Verhältnisse am Ende des Zweiten Weltkrieges bewahrten ihn vor einer unehrenhaften Entlassung aus der Marine. Nach der Kapitulation war Cabolet zunächst Kriegsgefangener der Briten, nach seiner Freilassung betätigte er sich als Schiffseigner und Gastronom. Politisch trat bei ihm keine Gesinnungsänderung ein: Er wurde Mitglied der nationalsozialistischen Sozialistischen Reichspartei (SRP), die er am 2. Oktober 1949 mit Gleichgesinnten mitbegründete. Er war Mitglied des niedersächsischen Landtages in der 2. Wahlperiode vom 6. Mai 1951 bis 23. Oktober 1952. Am 23. Oktober 1952 wurde die SRP vom Bundesverfassungsgericht als verfassungsfeindliche, in der Tradition der NSDAP stehende und paramilitärische Strukturen unterhaltende Partei verboten mit einhergehendem Verlust des Landtagsmandates. Servais Cabolet starb am 9. Mai 1976, knapp zwei Wochen nach seinem 68. Geburtstag.

## Privat
Cabolet war verheiratet und Vater zweier Kinder.